# Dese (Venezia)
Dese è una località del comune di Venezia compresa nella Municipalità di Favaro Veneto. Rappresenta l'ultimo centro abitato del comune prima del confine con Marcon. Il nome è legato al fiume omonimo che scorre nei pressi dell'abitato.

## Storia
La vicinanza ad Altino fa pensare che in zona fosse ben diffusa la presenza umana sin dall'età romana. L'ipotesi è comprovata anche dai numerosi reperti archeologici rinvenuti (anfore, ceramiche, una vera da pozzo).
Durante il medioevo, il territorio decadde e si inselvatichì. Il centro si sviluppò attorno alla chiesa di Santa Maria Nascente, ricordata già nel 1152 come cappella con fonte battesimale dipendente dalla parrocchia di Tessera. L'antica chiesa fu abbattuta nel 1940, quando fu ultimato l'attuale edificio religioso.
I terreni della zona, recuperati con diverse opere di bonifica, furono possedimenti di famiglie patrizie (tra le quali i Collalto) e di monasteri e istituti religiosi con sede a Venezia. Tuttavia, come si nota in una carta, ancora nel 1816 il territorio si caratterizzava per la presenza di ampie selve, residuo della grande foresta planiziale che un tempo si estendeva dalla Laguna alle Prealpi.

## Monumenti e luoghi di interesse

### La Torre
Nella parte meridionale dell'abitato, in via Cimitero Dese, vi è una torre medievale (la cosiddetta torre di Dese): alta ca. 20 metri, a pianta quadrata, provvista di merlatura alla sommità, fu eretta probabilmente intorno al XII secolo; essa faceva verosimilmente parte di un sistema di presidi dei territori di pianura, che svolgevano contemporaneamente il compito di osservazione, difesa e comunicazione.
A pochi km di distanza ve n'è un'altra simile, la Torre di Tessera.

### Parrocchiale
La chiesa parrocchiale di Dese venne costruita nel XX secolo in sostituzione della precedente, di origine medioevale.

## Galleria d'immagini

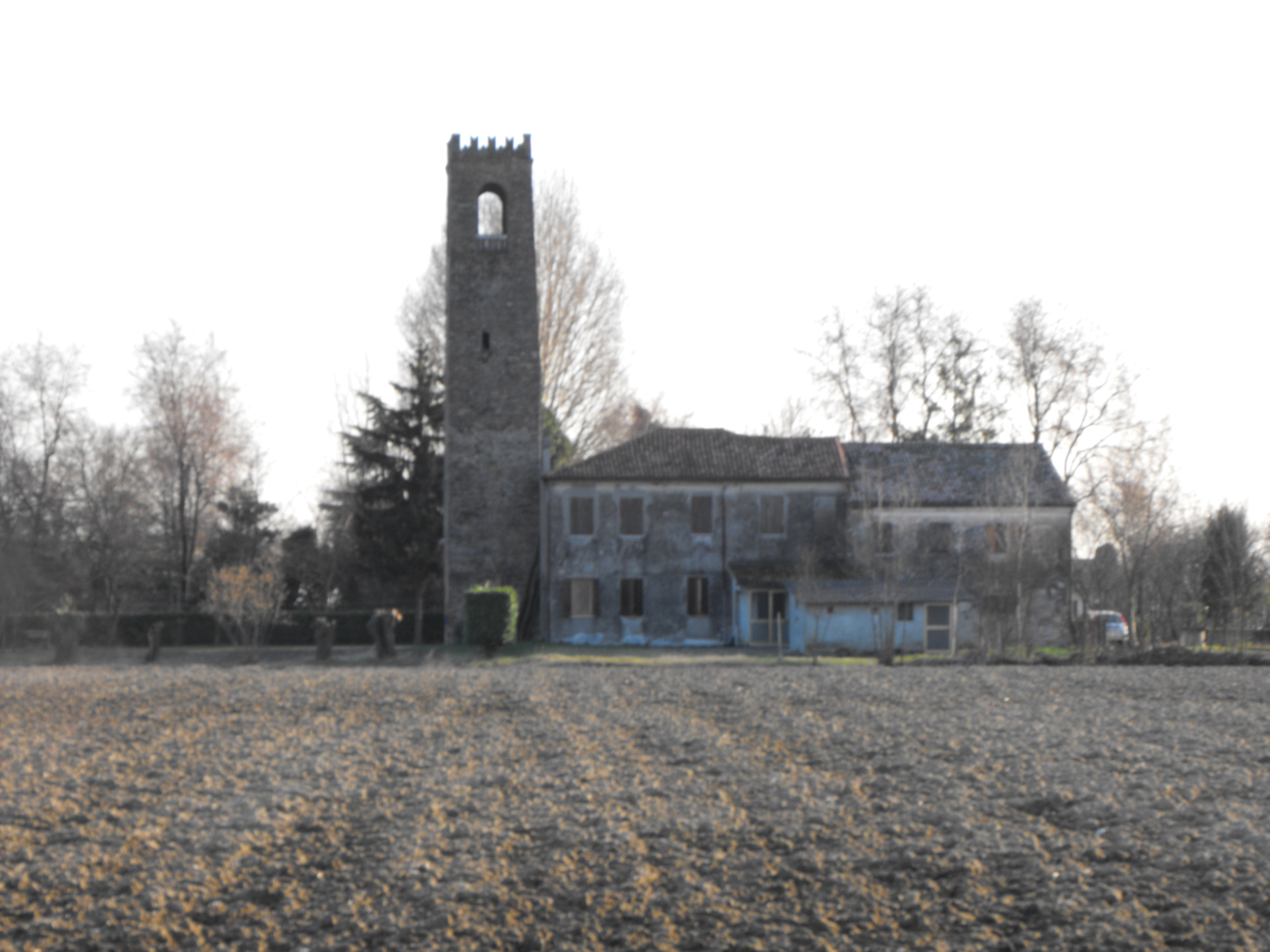
La torre da nord, attualmente parte di un complesso rurale.
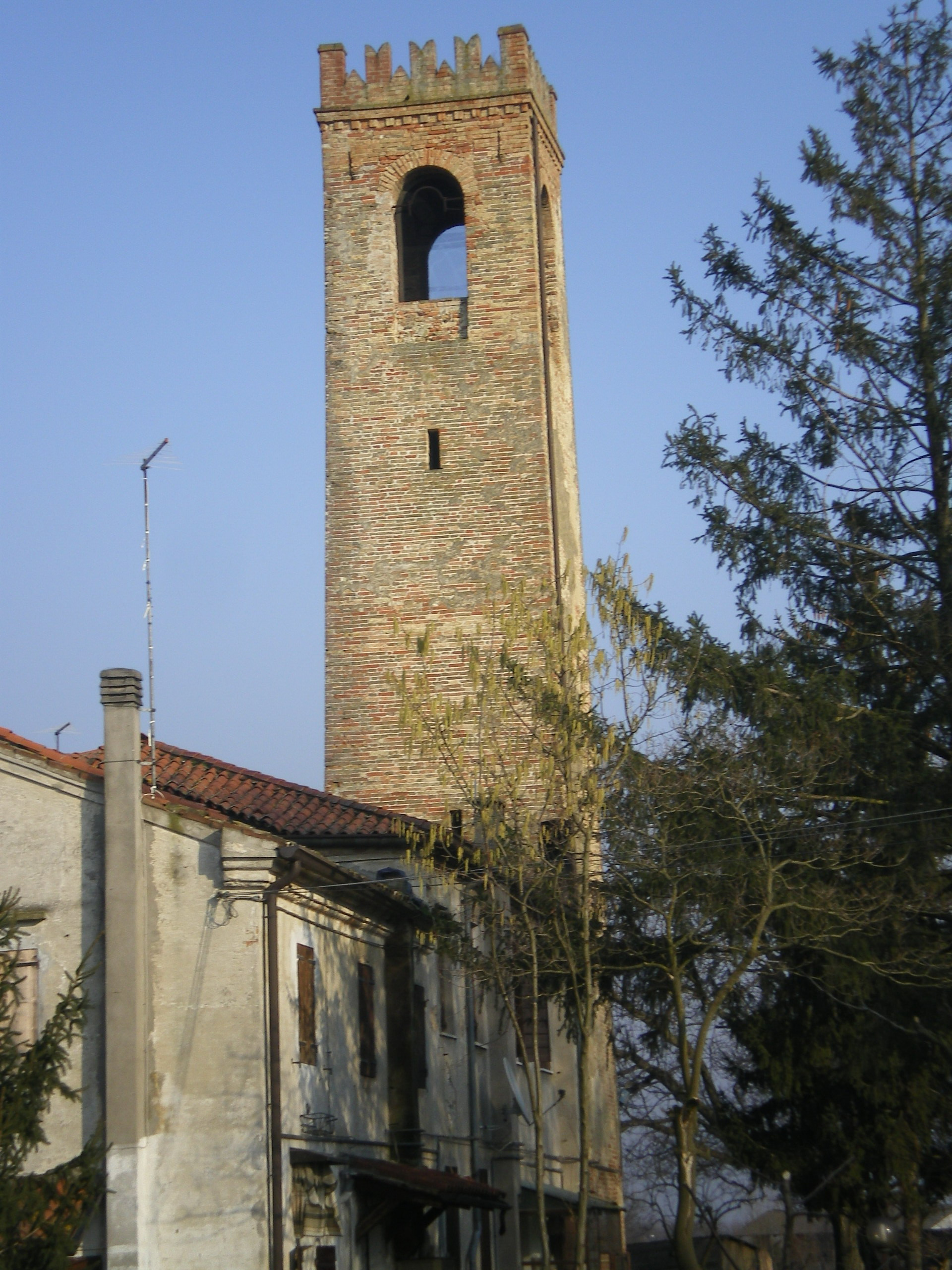
La torre da ovest.
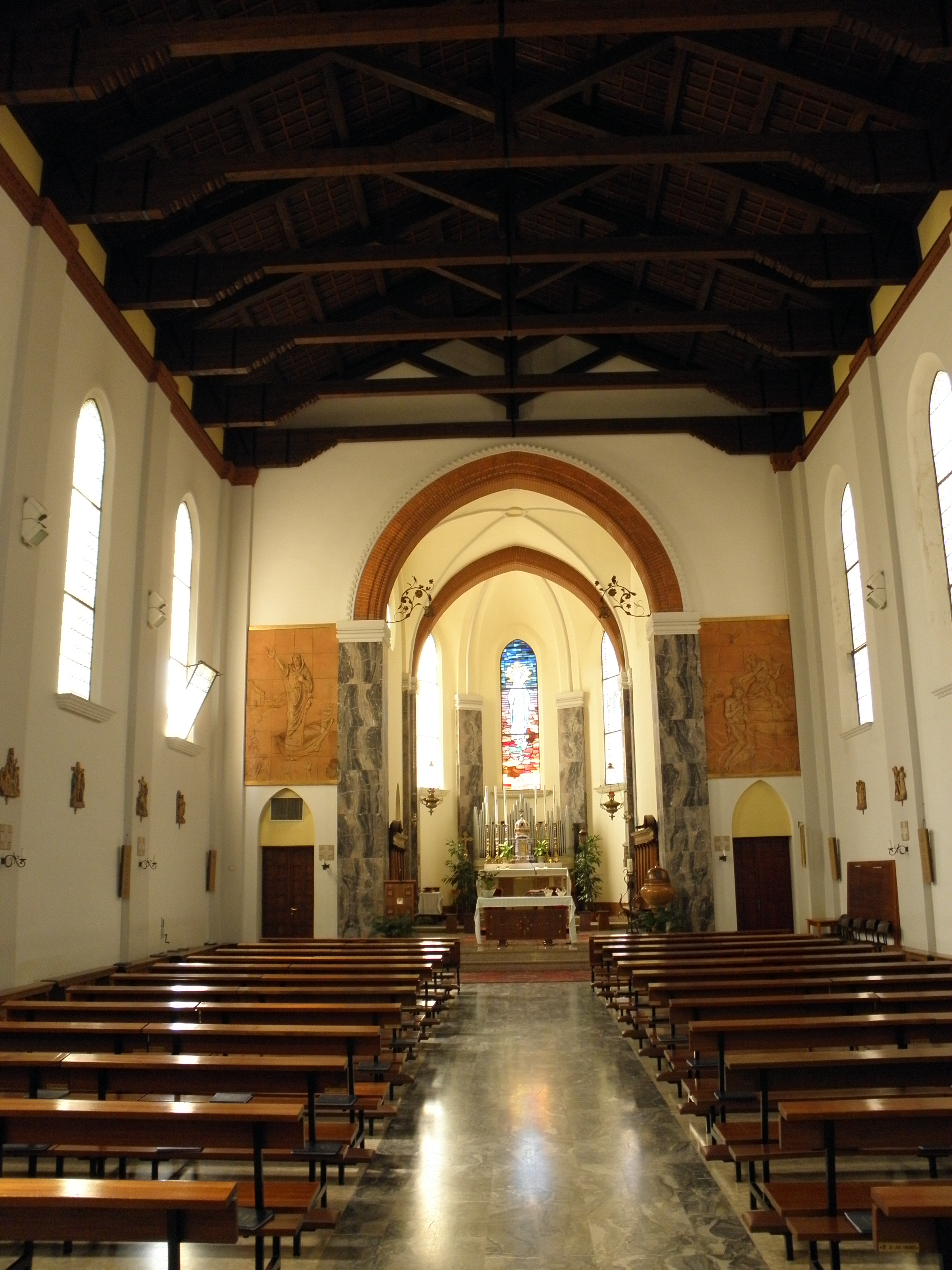
L'interno della parrocchiale

## Infrastrutture e trasporti
Dese è servito da alcune linee automobilistiche dell'ACTV dell'area urbana della terraferma veneziana, che lo collegano a al centro storico e alle altre località.
Inoltre è presente in prossimità del centro abitato uno svincolo posto sull'A57-Diramazione Aeroporto, che consente un facile collegamento con l'A57-tangenziale di Mestre e l'aeroporto Marco Polo.